# Miri Fabian
Miri Fabian (hebräisch מירי פביאן; geboren 30. August 1943 in Nováky, Slowakische Republik) ist eine israelische Schauspielerin. International bekannt wurde sie 1993 durch ihre Rolle als Chaja Dresner in Steven Spielbergs Holocaust-Drama Schindlers Liste.

## Leben
Miri Fabian wurde während des Zweiten Weltkriegs 1943 in einem Zwangsarbeitslager für slowakische Juden in Nováky geboren. Gemeinsam mit ihrer Mutter und ihren beiden Geschwistern entging sie dem letzten Transport ins KZ Auschwitz. Ihr Vater kämpfte ab 1944 bei einer Partisaneneinheit und fand nach Kriegsende wieder mit der Familie zusammen. Die Familie Fabian lebte zunächst im westslowakischen Topoľčany. 1949 wanderten sie nach Israel aus und ließen sich Anfang der 1950er Jahre im nordisraelischen Rosch Pina nieder. Miri Fabian heiratete später und bekam zwei Kinder. Ihr Bruder fiel 1967 im Sechstagekrieg.
Nach dem Abitur absolvierte sie ihre Schauspielausbildung an der Schauspielschule Beit Zvi in Ramat Gan. Fabian begann ihre Karriere am Theater. Später folgten Auftritte in israelischen Film- und Fernsehproduktionen. 1993 wurde sie für die Rolle der Chaja Dresner in Steven Spielbergs Spielfilm Schindlers Liste engagiert, der sie auch einem internationalen Publikum bekannt machte. Während der Dreharbeiten zu Schindlers Liste besuchte sie nach 50 Jahren auch erstmals wieder ihren Geburtsort Nováky und die Stadt Topoľčany.

## Filmografie (Auswahl)
- 1980: Vor dem Abgrund (על חבל דק)
- 1983: זוג נשוי
- 1984: Gehetzte Zeugin (עדות מאונס)
- 1990: Final Take Off – Der letzte Kampf im Cockpit (דרך הנשר)
- 1993: Schindlers Liste (Schindler’s List)
- 1993: מנת יתר
- 1996: האיטלקים באים
- 1998: ז'נטילה
- 2007: Jellyfish – Vom Meer getragen (מדוזות)
- 2011: Policeman (השוטר)